# Georges Cottier
Georges Marie Martin Cottier (Carouge, 25 aprile 1922 – Roma, 31 marzo 2016) è stato un cardinale, arcivescovo cattolico e teologo svizzero dell'Ordine dei frati predicatori.

## Biografia
Ha studiato all'Università di Ginevra, dove si è laureato in Lettere classiche nel 1944.
Nel 1945 è entrato nell'Ordine dei frati predicatori, ha studiato filosofia e teologia all'"Angelicum" di Roma fino al 1952 ed ha conseguito una Laurea in teologia.
Il 2 luglio 1951 è stato ordinato sacerdote.
Tornato a Ginevra, nel 1959 ha discusso una tesi di dottorato su "L'ateismo del giovane Marx e le sue origini hegeliane" presso la Facoltà di Lettere dell'Università di Ginevra; è considerato un esperto dell'ateismo e di Marx.
Si è opposto al marxismo in un periodo in cui era particolarmente popolare, negli anni 1950. 
Nel 1962 è divenuto libero docente di filosofia nella Facoltà di Lettere di Ginevra.
Nominato docente incaricato di corsi nel 1971, ha continuato a insegnare fino al 1987, quando è andato in pensione.
Dal 1973 al 1990 ha pure insegnato storia della filosofia moderna e contemporanea nell'Università di Friburgo.
Nel 1975 ha ripreso la direzione della rivista svizzera Nova et Vetera, succedendo così al suo fondatore e primo direttore, il cardinale Charles Journet.
È stato segretario generale della Commissione teologica internazionale dal 1989 al 2003: era in pratica il braccio destro dell'allora cardinale Joseph Ratzinger, futuro papa Benedetto XVI, negli anni in cui egli presiedeva la medesima commissione.
Fine studioso di teologia, è stato nominato teologo della Prefettura della Casa Pontificia nel dicembre del 1989. Rinnovato nell'incarico anche da Benedetto XVI, ha ricoperto tale carica fino al 1º dicembre 2005. Il suo compito principale, in collaborazione con la Segreteria di Stato della Santa Sede, era quello di rivedere, dal punto di vista teologico, tutti i testi pubblicati o pronunciati dal papa, tranne quelli di ordine diplomatico, al fine di assicurare una continuità teologica. 
Nel 1998 ha svolto l'istruttoria del processo avviato dal cardinale Pio Laghi, prefetto della Congregazione per l'educazione cattolica, al professor Luigi Lombardi Vallauri, espulso dall'Università Cattolica del Sacro Cuore per  il contrasto tra alcuni aspetti del suo insegnamento e la dottrina della Chiesa. 
È stato elevato alla dignità cardinalizia da papa Giovanni Paolo II nel concistoro del 21 ottobre 2003 con la diaconia dei Santi Domenico e Sisto.
Il 12 giugno 2014 ha optato per l'ordine presbiterale, mantenendo invariata la diaconia elevata pro illa vice a titolo presbiterale.
È morto nel Policlinico Gemelli di Roma il 31 marzo 2016 per un'embolia polmonare sopravvenuta dopo un intervento chirurgico al collo del femore.
Le esequie si sono tenute il 2 aprile alle ore 8.30 all'altare della Cattedra della basilica di San Pietro. La liturgia esequiale è stata celebrata dal cardinale Angelo Sodano, decano del Collegio cardinalizio. Al termine della celebrazione papa Francesco ha presieduto il rito dell'ultima commendatio e della valedictio. La salma è stata poi tumulata nel sacello dei domenicani del cimitero del Verano.

## Genealogia episcopale e successione apostolica
La genealogia episcopale è:
- Cardinale Scipione Rebiba
- Cardinale Giulio Antonio Santori
- Cardinale Girolamo Bernerio, O.P.
- Arcivescovo Galeazzo Sanvitale
- Cardinale Ludovico Ludovisi
- Cardinale Luigi Caetani
- Cardinale Ulderico Carpegna
- Cardinale Paluzzo Paluzzi Altieri degli Albertoni
- Papa Benedetto XIII
- Papa Benedetto XIV
- Papa Clemente XIII
- Cardinale Bernardino Giraud
- Cardinale Alessandro Mattei
- Cardinale Pietro Francesco Galleffi
- Cardinale Giacomo Filippo Fransoni
- Cardinale Carlo Sacconi
- Cardinale Edward Henry Howard
- Cardinale Mariano Rampolla del Tindaro
- Cardinale Rafael Merry del Val
- Cardinale Raffaele Scapinelli di Leguigno
- Cardinale Friedrich Gustav Piffl, C.R.S.A.
- Vescovo Michael Memelauer
- Cardinale Franz König
- Cardinale Hans Hermann Groër, O.S.B.
- Cardinale Christoph Schönborn, O.P.
- Cardinale Georges Cottier, O.P.

La successione apostolica è:
- Vescovo Charles Morerod, O.P. (2011)

## Opere
- L'athéisme du jeune Marx, Parigi, Ed. Vrin, 1959.
- Du Romantisme au Marxisme, Parigi, Alsatia, 1961.
- Eglise et pauvreté, Paris, Cerf, 1965.
- Chrétiens et marxistes: dialogue avec Roger Garaudy, Parigi, Mame, 1967.
- Régulation des naissances et développement démographique. Perspectives philosophiques et théologiques, Parigi-Bruges, Desclée de Brouwer, 1969.
- Horizons de l'athéisme, Parigi, Cerf, 1969.
- La mort des idéologies et l'espérance, Parigi, Cerf, 1970.
- Etica dell'intelligenza, Vita e Pensiero, 1988.
- Histoire et connaissance de Dieu, Ed. universitaires, Friburgo, 1993.
- Défis éthiques, Saint Maurice (Svizzera), Ed. Saint-Augustin, 1996.
- Valori e transizione: il rischio dell'indifferenza, Studium, 1994.
- Les Chemins de la raison: questions d'épistémologie théologique et philosophique, Saint-Maur, Parole et silence, 1997.
- Le désir de Dieu: au coeur de Saint-Thomas, Saint-Maur, Parole et silence, 2002.
- La mystique et la religion, «Aevum antiquum» ns 3 (2003, ma 2007), 351-62.
- Vous serez comme des dieux, Saint-Maur, Parole et silence, 2009.
- Humaine raison: contributions à une éthique du savoir, Lethielleux, 2011.
- Ateismi di ieri e di oggi, La Scuola, 2012.
- Regards catholiques sur la Franc-maçonnerie, Ed. du Rocher, 2012.
- Selfie. Dialogo sulla Chiesa con il teologo di tre Papi, di Monica Mondo & Georges Cottier, Cantagalli, 2014